# 國泰貨運
國泰貨運是國泰航空旗下的貨運部門，成立於1982年。

## 歷史
國泰貨運是國泰航空的其中一個重要收入來源；每年國泰航空的總收益，約有4成是來自貨運收益。
亦因如此，隨著中國成為全球的製造業中心，國泰近年積極擴展其貨運業務，除了訂購10架波音747-8F型貨機外，國泰位於香港國際機場的新航空貨運站，已於2013年2月21日投入運作，進一步擴展業務。
2023年2月，國泰航空宣佈「國泰航空貨運」的英文名字（Cathay Pacific Cargo）將易名為「國泰貨運」（Cathay Cargo），與公司的最新品牌定位接軌。
是次改革推出一系列升級服務，包括提供「國泰優先運送」和「國泰-醫藥品運送」服務，升級現有的「國泰-郵件運送」服務。

## 服務
發展至今，國泰貨運除了擁有專用的貨機機隊外，亦負責管理國泰航空及香港快運航空的機腹載貨空間及香港華民航空的貨艙載貨空間。
國泰貨運以香港國際機場作為營運樞紐，提供香港來往全球多個目的地的空運服務之餘，更配合陸路運輸夥伴，提供一站式的接駁服務。

## 營業額
| 年份 | 全年總營業額 （港元） | 其他                                        |
| ---- | --------------------- | ------------------------------------------- |
| 2013 | 236.63億              |                                             |
| 2014 | 254億                 |                                             |
| 2015 | 231.22億              |                                             |
| 2016 | 200.63億              |                                             |
| 2017 | 239.03億              | 按年增加19.1%                               |
| 2018 | 283.16億              | 按年增加18.5%                               |
| 2019 | 238.1億港元           | 按年下跌14.2%                               |
| 2020 | 278.9億港元           | 按年增加17.1%；處理140萬噸貨物，按年下跌26% |
| 2021 | 358.14億              | 按年增加28.4%                               |
| 2022 | 305.54億              | 按年下跌14.7%；處理120萬噸貨物，按年下跌15% |
| 2023 | 256.06億              | 按年下跌16.2%                               |
| 2024 | 274.17億              | 按年上升7.1%；處理160萬噸貨物，按年上升11%  |

## 國泰貨運站
國泰航空耗資59億港元在香港國際機場興建國泰貨運站，並獲得在香港營運新航空貨運站的20年專營權。
第一階段於2013年2月21日投入運作，於同年10月起全面運作，配備全球最先進的貨運處理系統，包括18部每價值600萬港元的垂直轉載機等等，能夠快速運輸大型貨物。
國泰貨運站接近停機坪，能夠將轉口貨物一般所需要的8小時，縮短至5小時，在特別情況下更可縮短至3小時；年吞吐量最高可以達至260萬公噸，至2014年使用量達約55%，並且開放予其他航空公司客戶（共有7間航空公司）使用。
2015年3月，國泰貨運站與香港大學合作，試驗自動化貨箱檢查系統（能夠以不同角度拍攝貨物以塑造立體模式，再以電腦檢查貨物可否進入飛機），期望將來可以取代使用人力資源傳統量度。
除此之外，國泰貨運站人員亦於同月起，使用兩部各價值百萬港元的太陽能登機梯，予貨機的機組人員登機，可以由3.8米攀升至5.8米高；同月19日，國泰貨運站首次開放予香港傳媒實地採訪。

### 客戶列表
| 客戶系列 | 客戶名稱                    | IATA |
| -------- | --------------------------- | ---- |
| 亞航系   | 亞洲航空                    | AK   |
| 亞航系   | 泰國亞洲航空                | FD   |
| 亞航系   | 菲律賓亞洲航空              | Z2   |
| 全日空系 | 全日本空輸 (包含其貨機)     | NH   |
| 全日空系 | 全日空日本航空              | NQ   |
| 全日空系 | 樂桃航空                    | MM   |
| 國泰系   | 國泰航空 (包含其貨機)       | CX   |
| 國泰系   | 香港快運航空                | UO   |
| 國泰系   | 香港華民航空                | LD   |
| 東航系   | 中國東方航空                | MU   |
| 東航系   | 上海航空                    | FM   |
| 東航系   | 中國貨運航空                | CK   |
| 漢莎系   | 漢莎航空 (包含漢莎貨運航空) | LH   |
| 漢莎系   | 瑞士航空                    | LX   |
| 其他     | S7航空                      | S7   |
| 其他     | 埃及航空                    | MS   |

## 機隊
國泰貨運現有的貨機機隊由20架飛機組成，分別有波音747-400ERF及波音747-8F兩種型號。
國泰貨運亦管理國泰客機、港龍客機、香港快運客機的機腹載貨空間及華民貨機的載貨空間。
國泰貨運每月平均載貨超過80,000公噸，2004全年貨運量近100萬公噸。
2007年11月8日，國泰航空宣布該公司史上直接訂購數目最多的飛機訂單，落實向波音公司訂購17架飛機，總值約52億美元，其中10架為波音研發中的747-8F貨機。此外，該公司亦獲得額外14架747-8F新貨機的購買權，訂購的客機及貨機會在2009至2012年間付運。
2009年，航運需求大幅下降，國泰貨運於1月停飛三架波音747-400BCF改裝貨機後，5月再安排兩架同類型貨機停飛；停飛的一架貨機以乾租形式租予旗下的香港華民航空，另外3架貨機則售予國泰持有49%經濟權益的中國國際貨運航空。
2011年11月1日，國泰正式接收首架波音747-8F貨機（註冊號為B-LJE），成為亞太地區首家投入運作波音747-8系列飛機的航空公司。
2013年3月1日，國泰正式公佈再訂購3架波音747-8F貨機，並同時取消原來8架777F貨機之訂單，但仍擁有5架777F貨機的選擇權；此外也把旗下4架747-400BCF改裝貨機轉售予波音。
2023年5月，消息人士透露指，國泰接近與波音達成協議，將訂購六架價值約156億港元的波音777-8F貨機，以更新其747貨機機隊。

### 現役機隊

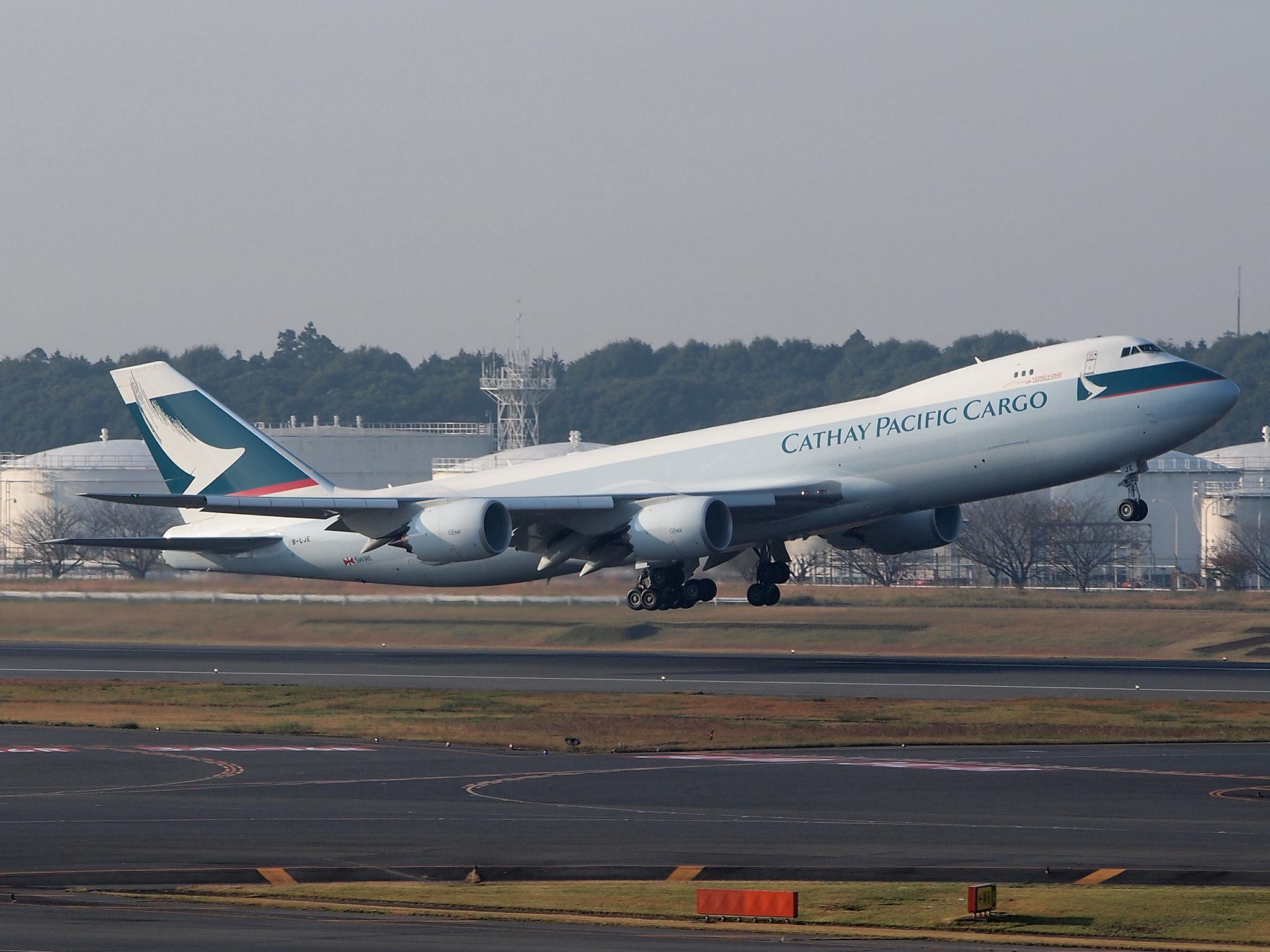
國泰航空首架波音747-8F（B-LJE），該機為亞洲首架投入服務的波音747-8
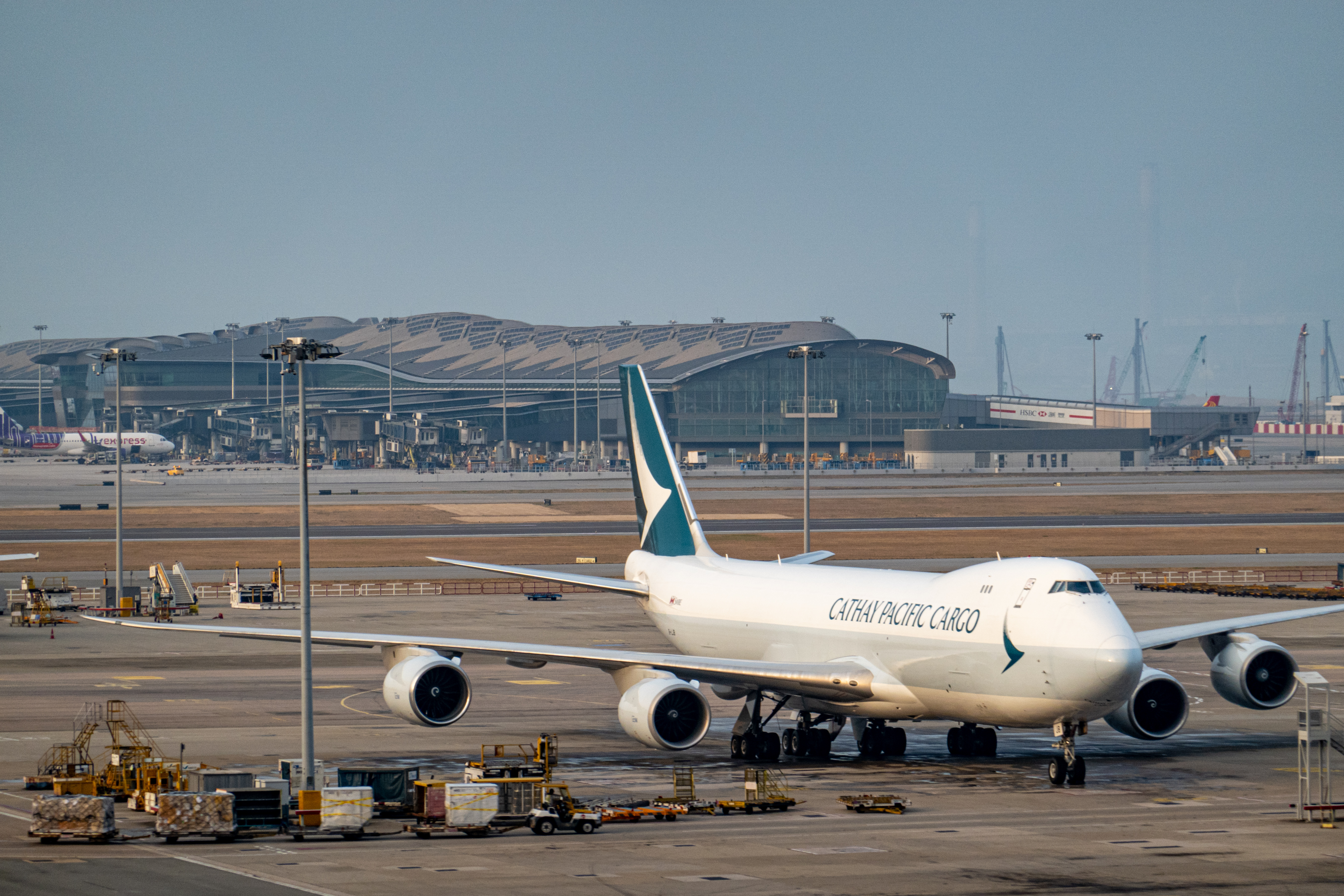
國泰貨運的貨機

截至2024年1月，國泰貨運的機隊統計為下：

### 已退役機隊
- 波音747-200F/-200SF
- 波音747-400F/-400BCF

## 航點
| 國家         | 機場              |
| ------------ | ----------------- |
| 中國         | 上海-浦東         |
| 中國         | 廈門              |
| 中國         | 成都-天府         |
| 中國         | 重慶              |
| 中國         | 鄭州              |
| 臺灣         | 台北-桃園         |
| 日本         | 東京-成田         |
| 日本         | 大阪-關西         |
|              | 首爾-仁川         |
| 新加坡       | 新加坡            |
| 马来西亚     | 檳城              |
| 越南         | 胡志明市          |
| 越南         | 河內              |
| 印度尼西亞   | 雅加達            |
| 柬埔寨       | 金邊              |
| 斯里蘭卡     | 科倫坡            |
| 印度         | 德里              |
| 印度         | 孟買              |
| 印度         | 欽奈              |
| 印度         | 海得拉巴          |
| 印度         | 加爾各答          |
| 印度         | 班加羅爾          |
|              | 達卡              |
| 阿联酋       | 杜拜-阿勒馬克圖姆 |
| 沙烏地阿拉伯 | 利雅得            |
|              | 悉尼              |
| 墨爾本       |                   |
| 圖文巴       |                   |
| 英国         | 倫敦-希斯路       |
| 法國         | 巴黎-戴高樂       |
| 德国         | 法蘭克福          |
| 荷蘭         | 阿姆斯特丹        |
| 義大利       | 米蘭-馬爾彭薩     |
| 美国         | 紐約-甘迺迪       |
| 美国         | 洛杉磯            |
| 美国         | 芝加哥-奧黑爾     |
| 美国         | 安克雷奇          |
| 美国         | 波特蘭            |
| 美国         | 達拉斯            |
| 美国         | 休斯敦            |
| 美国         | 哥倫布            |
| 美国         | 亞特蘭大          |
| 美国         | 邁亞密            |
| 加拿大       | 多倫多            |
| 墨西哥       | 墨西哥城          |
| 墨西哥       | 瓜達拉哈拉        |

## 外部連結
- 國泰貨運 （页面存档备份，存于）
- 國泰貨運站 （页面存档备份，存于）